# Arbitrageprijstheorie
In financiële economie wordt arbitrage prijstheorie of arbitrage pricing theory (APT) toegepast als methode binnen activawaardering ofwel asset pricing. De theorie gaat ervan uit dat het verwacht rendement van een financieel actief benaderd kan worden door macro-economische factoren en marktindices. Hierbij wordt de sensitiviteit van de factoren geuit in een specifieke beta coëfficiënt ({\displaystyle \beta }). Het gemodelleerd verwacht rendement kan vervolgens gebruikt worden om een financieel actief juist te waarderen. Wanneer deze over- of ondergewaardeerd is zal, volgens de arbitrage prijstheorie, arbitrage ervoor zorgen dat de prijs weer op het marktevenwicht komt.  
Binnen de financiële sector houdt in dat wanneer men zich  'engageert in arbitrage' , voordeel behaald wordt van marktinefficiëntie. In een markt waar een homogeen financieel actief voor een verschillende prijs wordt verkocht ondervindt men deze arbitrage. De investeerder zal het goedkope actief kopen en het tegelijkertijd duurder verkopen. APT gaat ervan uit dat men op deze manier met minimaal risico een portefeuillerendement kan behalen.
De structuur van het lineaire factormodel van het APT kan in basis voorkomen in toepassingen van onder andere institutionele beleggers en vermogensbeheerders. 
De theorie werd ontwikkeld door econoom Stephen Ross in 1976.

## Basisprincipe
De exploitatie van de over- of onderwaardering  van een financieel actief kan gebruikt worden om risicovrij rendement te behalen. Dit impliceert de gelijktijdige koop en verkoop van een equivalent actief om zo te profiteren van de prijsverschillen. Het wellicht meest fundamentele basisprincipe van de theorie van de kapitaalmarkt houdt in dat prijsevenwicht rationeel is en kansen op eventuele arbitragemogelijkheden uitsluit. Indien er zich in de markt arbitragemogelijkheden voordoen zal deze markt een sterke prijsdruk ondervinden om naar het evenwicht te bewegen. 
Multifactoriële modellen van, empirisch onderzochte, verwachte rendementen kunnen worden gebruikt om de blootstelling aan (macro-) economische (risico)factoren te meten en te beheersen. Enkele factoren zoals; conjunctuurgolven, rente- en inflatiestanden, genereren in het model een multifactoriële versie van de kapitaalmarktlijn (Zie ook: Security Market Line, SML). Hierbij wordt de risicopremie afgeleid uit de verschillende factoren met elk een unieke risicopremie. 
Logischerwijs gaan de risicofactoren gepaard met de behoefte tot dekking ofwel  'hedging'  middels financiële derivaten. 
APT wordt benaderd als een model van de 'aanbodkant' van de economie daar waar het  CAPM meer van de 'vraagkant' van investeerders naar portefeuilles uitgaat.

## Voorwaarden
Het APT van S.Ross steunt op 3 principiële assumpties:
- (I) Financiële activa kunnen worden omschreven door een factoriaal model.
- (II) Een portfolio kan voldoende activa bevatten om het idiosyncratisch risico te reduceren tot nagenoeg 0.
- (III) Goed functionerende financiële marken bieden geen mogelijkheden op arbitrage kansen. In een hoog efficiënte markt worden deficiënties snel genoeg opgevangen door flexibiliteit en diepte binnen diezelfde markt.

## Wiskundige Benadering
Wiskundig kan de factor-intrinsieke structuur van het model formeel worden benaderd:
waarbij:
{\displaystyle r_{j}=a_{j}+\beta _{j1}F_{1}+\beta _{j2}F_{2}+\cdots +\beta _{jn}F_{n}+\epsilon _{j}}
- {\displaystyle a_{j}} is een constante voor actief {\displaystyle j},
- {\displaystyle F_{k}} is een systematische factor,
- {\displaystyle \beta _{jk}} is de sensitiviteit van actief {\displaystyle j} aan factor {\displaystyle k}, ook wel factorlading genoemd,
- {\displaystyle \epsilon _{j}} is het idiosyncratisch risico van het actief met 0 als gemiddelde.

Bovenstaand multifactorieel model weerspiegelt slechts een omschrijving van de factoren die het prijsniveau van het financieel actief kunnen beïnvloeden. De daadwerkelijke theorie van het APT is de vraag waar het verwacht rendement {\displaystyle E\left(r_{j}\right)} vandaan komt. Om deze vraag te beantwoorden kan men het theoretisch evenwichtsmodel van het CAPM raadplegen. Het CAPM gaat ervan uit dat verwacht rendement van een financieel actief bestaat uit 2 componenten; het rendement op een risicovrij actief en de risicopremie. 
Wiskundig kan de formule van het CAPM formeel worden benaderd:
{\displaystyle E(R_{i})=R_{f}+\beta _{i}(E(R_{m})-R_{f})\,}
waarbij:
- {\displaystyle E(R_{i})~~}is het verwacht rendement op het financieel actief,
- {\displaystyle R_{f}~}is het rendement op een vergelijkbaar risicovrij actief,
- {\displaystyle \beta _{i}~~}de beta is de sensitiviteit van het verwacht rendement op het verwacht marktrendement, {\displaystyle \beta _{i}={\frac {\mathrm {Cov} (R_{i},R_{m})}{\mathrm {Var} (R_{m})}}=\rho _{i,m}{\frac {\sigma _{i}}{\sigma _{m}}}}
- {\displaystyle E(R_{m})~} is het verwacht marktrendement,
- {\displaystyle E(R_{m})-R_{f}~} wordt dikwijls gezien als de marktpremie  (het verschil tussen verwacht rendement en rendement op het risicovrij actief),
- {\displaystyle E(R_{i})-R_{f}~} wordt dikwijls gezien als de risicopremie.

Voor meer informatie zie Capital asset pricing model.
Met de formule van het CAPM als uitgangspunt stelt de theorie van het APT vast dat het verwacht rendement deel uitmaakt van een factoriële structuur en dus een relatie toont met de factoren en de factorladingen:
Wiskundig kan het verwacht rendement van het APT formeel worden benaderd: 
{\displaystyle E\left(r_{j}\right)=r_{f}+\beta _{j1}RP_{1}+\beta _{j2}RP_{2}+\cdots +\beta _{jn}RP_{n}}
waarbij
- {\displaystyle RP_{k}} is de risicopremie bij blootstelling aan de delta  {\displaystyle \Delta } van de factor,
- {\displaystyle r_{f}} is het risicovrij rendement van een financieel actief in dezelfde markt.

*Men gaat ervan uit dat idiosyncratisch risico {\displaystyle \epsilon _{j}} niet gecorreleerd is aan de in het model getoonde factoren en de portefeuille houdende activa onderling.

## Factoren
Evenals bij het CAPM worden de factorspecifieke beta's benaderd middels lineaire regressie van de historische rendementen van het financieel actief. De desbetreffende macro-economische factoren moeten echter nog gevonden worden, het aantal en de aard van deze factoren zijn variabelen in elke economie. Als gevolg hiervan is een empirische benadering essentieel in het onderzoeken van de karakteristieken van elke factor.

### Criteria
Enkele gebruikte uitgangspunten zijn:
1. De impact op prijzen van activa uit zich in onverwachte marktbewegingen.
2. De factoren weerspiegelen ondiversificabele invloeden, deze zijn van nature meer macro- dan micro-economisch van aard.
3. Accurate informatie over de factorvariabelen is noodzakelijk.
4. De relatie moet op economische basis theoretisch te verifiëren zijn.

### Macro-economische factoren
N. Chen,R. Roll en S. Ross (1986) identificeerden de volgende macro-economische factoren als significant van invloed op rendement op een financieel actief. 
- veranderingen in de verwachte inflatie;
- veranderingen in de onverwachte inflatie;
- veranderingen in het BNP;
- veranderingen in het industrieel productieniveau;
- veranderingen in het vertrouwen van investeerders door wijzigingen in de standaardpremie op staatsobligaties;
- volatiliteitswisselingen in de yield curve.

### Praktischere benadering
In de praktijk zal men zien dat indices of marktprijzen van futures gebruikt worden in plaats van macro-economische factoren. Deze kunnen worden afgeleid door factoriële analyse. Enkele 'directere' indices zijn: 
- Renteniveau van activa op korte termijn;
- Het verschil tussen het renteniveau van activa op lange termijn met het renteniveau van activa op korte termijn;
- Een gediversifieerde marktindex zoals de AEX of S&P 500;
- Het prijsniveau van de olie;
- Het prijsniveau van goud en andere edelmetalen;
- Wisselkoersen.

## Toepassing
Binnen de arbitraire prijstheorie is een actief fout gewaardeerd als de huidige prijs verschillend is dan de door het model voorspelde prijs. De activawaarde zou gelijk moeten zijn aan de som van alle toekomstige kasstromen gedisconteerd met het arbitraire prijsniveau. Het verwacht rendement is een lineaire functie van diverse factoren. 
In deze situatie is een correct gewaardeerd actief een synthetisch actief van een portefeuille bestaande uit diverse correct geprijsde activa. Deze 'factor-portefeuille' heeft dezelfde blootstelling aan elk van de macro-economische factoren van het fout gewaardeerd actief. De investeerder creëert een dergelijke portefeuille door n correct gewaardeerde activa te identificeren en deze af te wegen opdat de portefeuille beta identiek is aan die van het fout gewaardeerd actief.
Wanneer de investeerder een haussetransactie op het actief, en een baissetransactie op de portefeuille maakt (of vice versa) is deze in een positie om een positief verwacht rendement te creëren. (Dit is het verschil in het door het APT voorspelde rendement van het eerder fout gewaardeerde actief en het rendement van de portefeuille.) De investeerder heeft op deze wijze geen blootstelling aan macro-economische factoren en maakt daarmee een risicovrij rendement.  

### Uitvoering

##### Bij een ondergewaardeerd actief
Men gaat ervan uit dat aan het eind van de periode de portefeuille geapprecieerd wordt met het rendement dat het APT impliceert. Hierbij zal het fout gewaardeerde actief in meer waarde toenemen dan de portefeuille. De investeerder kan dan:
Aan het begin van de periode:
1  een baissetransactie op de portefeuille maken
2 het ondergewaardeerde actief met de verworven middelen kopen.
Aan het eind van de periode:
1 het ondergewaardeerde actief verkopen.
2 de verkregen middelen gebruiken de portefeuille terug te kopen.
3 profiteren van het transactieverschil.

##### Bij een overgewaardeerd actief
Men gaat ervan uit dat aan het eind van de periode de portefeuille geapprecieerd wordt met het rendement dat het APT impliceert. Hierbij zal het fout gewaardeerde actief in minder waarde toenemen dan de portefeuille. De investeerder kan dan:
Aan het begin van de periode:
1  een baissetransactie op het fout gewaardeerde actief maken
2 de portefeuille met de verworven middelen kopen.
Aan het eind van de periode:
1 de portefeuille verkopen.
2 de verkregen middelen gebruiken om het overgewaardeerd actief terug te kopen.
3 profiteren van het transactieverschil.

### Voorbeeld
Men neme een actief 'A' met een emissie a la par, en nominale waarde van 10.000€. Dit actief keert een jaarlijkse 5% coupon uit en verstrijkt na 5 jaar. Men neme aan daartegenover een actief 'B' met dezelfde marktvoorwaarden als actief 'A' maar een huidige prijs van slechts 9.040€: 
|                                                                        | Saldo Jaar n | Saldo jaar n + 1 | Saldo jaar n + 2 | Saldo jaar n + 3 | Saldo jaar n + 4 | Saldo jaar n + 5 |
| ---------------------------------------------------------------------- | ------------ | ---------------- | ---------------- | ---------------- | ---------------- | ---------------- |
| Baissetransactie actief 'A'                                            | +10.000€     | -500€            | -500€            | -500€            | -500€            | -10.500€         |
| Met de verworven middelen koopt men acitief 'B' (10.000/9.040 = 1,1062 | -10.000€     | +553,1€          | +553,1€          | +553,1€          | +553,1€          | +553,1€          |
| Eindsaldo                                                              | 0            | +53,1€           | +53,1€           | +53,1€           | +53,1€           | +1.115,1€        |